# Syrichthomorphus termitophilus
Syrichthomorphus termitophilus är en skalbaggsart som beskrevs av Louis Albert Péringuey 1901. Syrichthomorphus termitophilus ingår i släktet Syrichthomorphus och familjen Dynastidae. Inga underarter finns listade i Catalogue of Life.